# Lieder aus der Jugendzeit

Lieder aus der Jugendzeit ou Lieder und Gesänge est un recueil de quatorze mélodies avec accompagnement au piano de Gustav Mahler.
Les chansons ont été composées de 1880 à 1889 et publiées en trois livrets en 1892.

## Contenu
- volume 1 (composé en 1880/81)

1. Frühlingsmorgen - Matin de printemps (Richard Leander)
2. Erinnerung - Souvenir (Richard Leander)
3. Hans und Grete - Hans et Grethe (Gustav Mahler)
4. Sérénade aus Don Juan - Sérénade (Tirso de Molina)
5. Phantasie aus Don Juan - Fantaisie (Tirso de Molina)

- volume 2 (composé en 1888/89; tiré de Des Knaben Wunderhorn)

1. Um schlimme Kinder artig zu machen - Comment rendre sages les vilains enfants
2. Ich ging mit Lust durch einen grünen Wald - Plein d'entrain je passais par un bois vert
3. Aus ! Aus ! - Sortir ! Sortir !
4. Starke Einbildungskraft - Forte imagination

- volume 3 (composé en 1888/89; tiré de Des Knaben Wunderhorn)

1. Zu Strassburg auf der Schanz' - Sur les remparts de Strasbourg
2. Ablösung im Sommer - La relève en été
3. Scheiden und Meiden - Douloureuse séparation
4. Nicht wiedersehen ! - Ne plus jamais se revoir !
5. Selbstgefühl - Retour sur soi

## Orchestration
Des versions orchestrales d'une sélection des chansons ont été publiées par Luciano Berio en 1986 (Five Early Songs for Male Voice) et 1987 (Six Early Songs for Baritone and Orchestra). Les orchestrations de cinq des chansons ont également été réalisées par Colin Matthews et David Matthews en 1964.